# 坎采爾科格爾山
47°06′58″N 15°22′54″E / 47.116055°N 15.381655°E

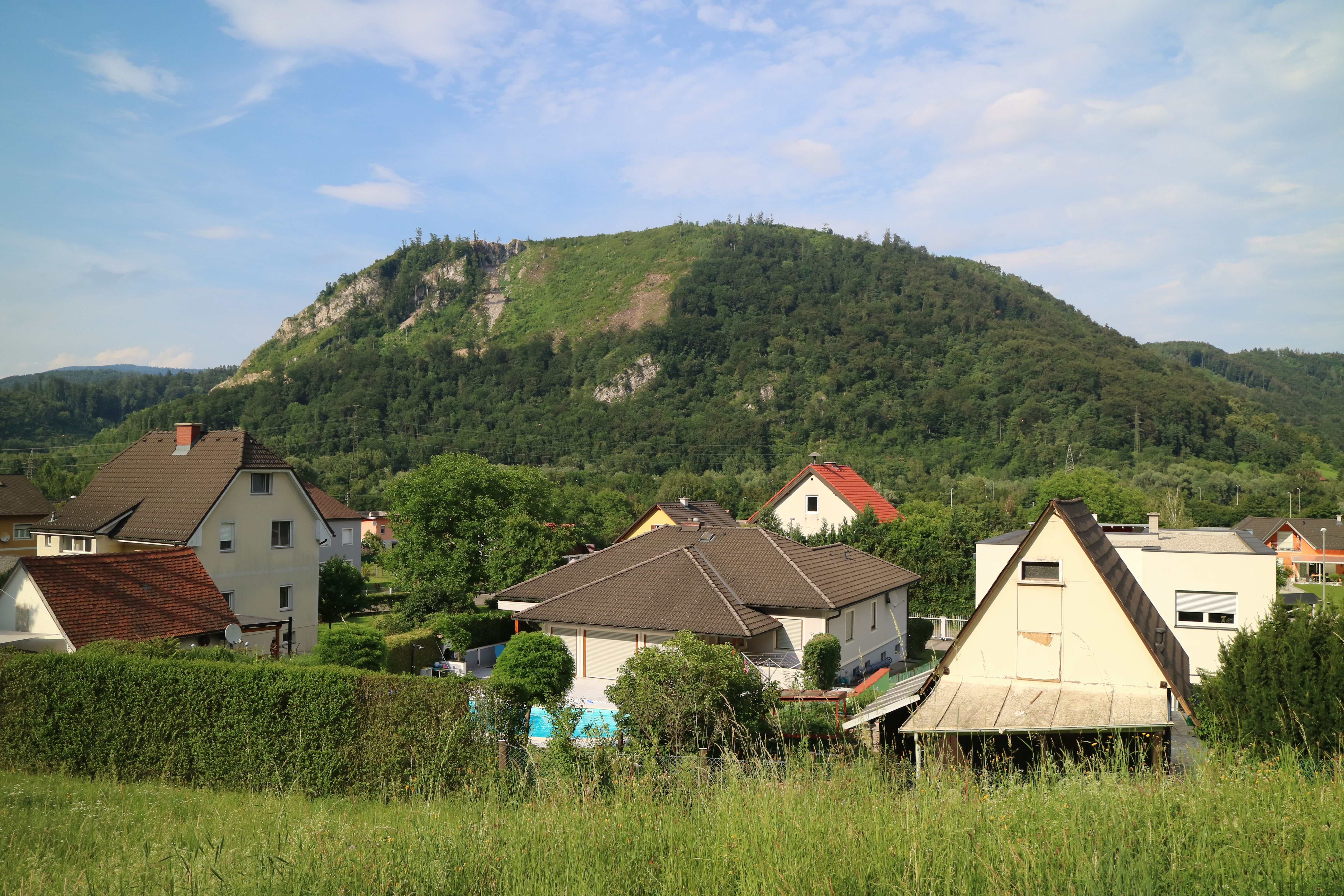

坎采爾科格爾山（德語：Kanzelkogel），是奧地利的山峰，位於該國東南部，由施泰爾馬克州負責管轄，屬於格拉茨高地的一部分，海拔高度608米，每年平均降雨量1,671毫米。